# Transspolnost
Transspolnost (angleško transgender) je krovni izraz za vse spolne identitete, ki temeljijo na neujemanju spolne identitete s spolom, ki je bil osebi pripisan ob rojstvu. Transspolnost zajema vse spolne identitete, ki so osnovane na posamezničnimi_kovi čutenji in doživljanji sebe in/ali preoblikovane v skladu z njimi. Latinska predpona trans- pomeni »preko«, »onkraj« ali »na drugi strani«. V Sloveniji za podporo transspolnim osebam in razvoj s transspolnostjo povezanih tem v slovenskem prostoru deluje Zavod Transfeministična iniciativa TransAkcija.  
Transspolne osebe so osebe, ki se ne identificirajo s spolom, ki jim je bil pripisan ob rojstvu na podlagi njihovih genitalij. Transspolnost je nadpomenka, ki vsebuje celo vrsto različnih spolnih identitet. Nekatere transspolne osebe so ženske, nekatere moški, nekatere nebinarne osebe, nekatere spola sploh ne čutijo, se identificirajo z različnimi spoli ali pa se njihova spolna identiteta skozi čas spreminja. Ključna oseba okoliščina transspolnih oseb je spolna identiteta, ki se razlikuje od njihovega pripisanega spola. Transspolnim ljudjem družba in mediji velikokrat pravijo transseksualci, seveda pa se lahko posameznice_ki tako identificirajo. Transspolnost je tudi krovni termin: poleg trans moških in trans žensk lahko vključuje tudi ljudi, ki niso izključno moški ali ženske (npr. kvirsspolne, bispolne, panspolne, spolno fluidne ali aspolne osebe). Druge definicije transspolnosti vključujejo tudi ljudi, ki pripadajo tretjemu spolu, ali pa konceptualizirajo transspolne ljudi kot tretji spol. Včasih, a redkeje, pa se pojem transspolnosti definira tako široko, da vključuje tudi transvestite ne glede na njihovo spolno identiteto.
Transspolni ljudje so tisti, katerih spolna identiteta se ne ujema z njihovim dodeljenim spolom in imajo trajno željo spremembe spola (tranzicije spola), običajno z medicinsko pomočjo, kot sta hormonska nadomestna terapija ali operacija potrditve spola, da bi dosegli uskladitev svoje spolne identitete z biološkim spolom. Fizične tranzicije si ne želijo vse transspolne osebe, lahko pa jim je tudi nedosegljiva iz finančnih ali zdravstvenih razlogov. Izraz transseksualnost je podpomenka izraza transspolnost, nekateri transseksualci pa zavračajo oznako transspolnik. Če oseba čuti trajno in izrazito neskladje med občutenim in biološkim spolom, se lahko postavi medicinska diagnoza disforije spola. Disforijo spola doživljajo številni transspolni ljudje.
Biti transspolen je neodvisno od spolne usmerjenosti: transspolni ljudje se namreč lahko identificirajo kot heteroseksualni, homoseksualni, biseksualni, aseksualni itd., ali pa menijo, da so običajne oznake za spolno usmerjenost pomanjkljive ali neustrezne. Transspolnost se lahko tudi razlikuje od interspolnosti, ki opisuje ljudi, rojene s fizičnimi značilnostmi, "ki se ne prilegajo tipičnemu binarnemu pojmovanju moškega ali ženskega telesa".
Večina transspolnih ljudi se srečuje z diskriminacijo na delovnem mestu, v javnih okoliščinah in v zdravstvenem sistemu. V mnogih državah transspolni ljudje niso pravno zaščiteni pred diskriminacijo.

## Zgodovina transspolnosti v Sloveniji
Ljuba Prenner je bil slovenski politik, odvetnik in pisatelj, rojen 19. junija 1906, ki je skladno s svojo identiteto od gimnazijskih let nosil fantovska oz. moška oblačila, v zasebnih pogovorih in pismih pa se je izražal v moškem slovničnem spolu. Srbska pesnica Desanka Maksimović, s katero se je spoznal med šolanjem v Beogradu, ga je v pismih imenovala ''moj mali dečko'', sam pa je znan po izjavi »Jaz sem dr. Ljuba Prenner, ne moški ne ženska« ob prihodu v novo odvetniško pisarno.
Leta 2009 je Salome, slovenska diva, medijska osebnost, pevka, igralka, LGBT aktivistka, z udeležbo v Kmetiji slavnih postala prva transspolna oseba, ki je sodelovala v slovenski resničnostni oddaji. Leta 2017 je sodelovala še v oddaji MasterChef Slovenija.
Leta 2014 je v Sloveniji začela kot neformalna iniciativa delovati TransAkcija, ki je leta 2015 bila uradno registrirana kot Zavod Transfeministična Iniciativa TransAkcija in tako postala prva in edina neproftina nevladna organizacija, ki deluje specifično na področju človekovih pravic transspolnih oseb. Ustanovitelja_ici zavoda sta Linn Julian Koletnik in Evan Grm. Linn Julian Koletnik je hkrati tudi prva javno razkrita nebinarna oseba v Sloveniji. V sledečih letih se je v javnosti in medijih razkrilo opazno število transspolnih oseb, prav tako se tema transspolnosti redno pojavlja v medijih. Zavod TransAkcija vodi arhiv medijskega poročanja o transspolnosti.
Leta 2015 se je Pia Filipčič v resničnostni oddaji Big Brother Slovenija razkrila kot transspolna ženska in v oddaji tudi zmagala.

## Transspolnost v slovenski literaturi in literarni vedi
Transspolne like seveda lahko srečamo tudi znotraj literature, sicer bolj pogosto v samih filmih. V slovenskem literarnem prostoru se s to tematiko ukvarja prof. dr. Alojzija Zupan Sosič. Najbolj znana romana z motivi transspolnosti sta na Slovenskem Ime mi je Damjan Suzane Tratnik (roman je bil označen kot prvi slovenski transspolni roman) in Molji živijo v prahu Nataše Sukič. Kot moški ujet v ženskem telesu pa je poznana pisateljica Ljuba Prenner, ki se »skriva« v svojih literarnih delih, še posebej pa v delu Bruc: Roman neznanega slovenskega študenta. Omenjene tri avtorice v svojih delih prikazujejo stisko marginalnih skupin; družina in družba trans osebe zaničuje, prezira, jih zasmehuje, a kljub temu pa so to močne osebnosti, stojijo za svojimi načeli in imajo svoj krog prijateljev. Družba želi te posameznike z različnimi strategijami preobraziti, da bi postali del večinske kulture. Omenjene avtorice uporabijo literaturo kot del boja proti predsodkom in stereotipom, želijo zabrisati meje spola, predvsem pa želijo, da bi bralci te stiske občutili, se jih zavedali, reflektirali, in da bi bilo v nadaljnje porogljivih pogledov, zasmehovanj, diskriminacije in nasilja čim manj. Prennerjeva je za razliko od Tratnikove in Sukičeve živela v časih, ko so bile teme transspolnosti še toliko bolj občutljive, zato je bila literatura edini prostor, skozi katerega je lahko izražala pravo sebe.